# Masterpeace
Masterpeace är det andra fullängdsalbumet av Stockholmsbaserade The Krixhjälters, under det nya namnet Omnitron. Albumet utgavs 1990 på CBR records. Bandet spelade mer speed- och thrashmetal jämfört med tidigare skivors punk/hardcore. All text och musik är av Omnitron, utom Motörhead-covern Ace of Spades som är ett bonusspår på cd-utgåvan.

## Låtlista
1. The Power Line - 03:40
2. I am He - 04:15
3. Triumph of What - 04:25
4. Torque Limit - 04:49
5. Eroticon - 05:52
6. Lucifertility - 05:56
7. How the Steel was Tempered - 04:10
8. Rock Drill / Iron Ration - 05:22
9. Five in Four - 04:26
10. The Tension Disease - 04:35
11. Ace of Spades (bonus) - 02:07

## Banduppsättning
- Pontus Lindqvist bas, sång
- Rasmus Ekman - gitarr, sång
- Stefan Kälfors trummor, sång
- Per Ström - gitarr, sång